# Углы (Волынская область)
Углы (укр. Угли) — село в Велицкой сельской общине Ковельского района Волынской области Украины.
Код КОАТУУ — 0722188607. Население по переписи 2001 года составляет 249 человек. Почтовый индекс — 45083. Телефонный код — 3352. Занимает площадь 0,828 км².